# Črnivec (prelaz)
Črnívec (902 mnv) je cestni prelaz na razvodju med Kamniško Bistrico in Savinjo. Je na meji med Savinjsko in Gorenjsko regijo v Sloveniji.

## Geografija
Prelaz leži med gorskima masivoma Menine planine na vzhodu ter Plešivca (1329 mnm) in Kranjske rebri (1435 mnm) na zahodu, od koder poteka proti prelazu Volovljek. Čez Črnivec pelje cesta, ki povezuje Kamnik z Gornjim Gradom. Prelaz je nekoč pomenil deželno mejo med Kranjsko in Štajersko. Zdaj je naravna meja med Gorenjsko in Štajersko.
S Črnivca vodijo planinske poti proti Domu na Menini planini (1453 mnm), Plešivcu (1329 mnm) Kranjski rebri (1435 mnm), Lepenatki (1425 mnm) in Velikemu Rogatcu (1557 mnm).

## Zgodovina

### Druga svetovna vojna
Leta 1942 je Kamniški partizanski bataljon na Črnivcu napadel nemško postojanko. V tej bitki na začetku odporniškega gibanja je padlo 24 Nemcev, 16 pa so jih zajeli. Partizani so zaplenili precej orožja in streliva, ujete sovražnike pa so po »moralni pridigi« izpustili. Na prelazu nad cesto, ki se prevesi v Zadrečko dolino, zato stoji spomenik, ker piše: 16. 6. 1942 so na tem mestu borci Kamniškega bataljona uničili eno izmed prvih okupatorjevih postojank na Gorenjskem in Štajerskem.

## Naravne katastrofe
V popoldanskih urah 13. julija 2008 je Črnivec in okolico prizadel orkanski veter, ki je do tal podrl na desetine hektarov gozda.

## Galerija slik
- Pogled na sanirani gozd nad prelazom leto dni po katastrofalnem vetrolomu 13. julija 2008
- Turistična ponudba na prelazu